# 小行星8317
小行星8317（英語：8317 Eurysaces）是一颗围绕太阳公转的小行星。1960年9月24日，C. J. 万·豪敦、I. 万·豪敦-格勒内费尔德、T. 赫雷爾斯在帕洛马山发现了此天体。
这颗小行星的绝对星等为115.8332994167078等。小行星8317以希臘神話的人物歐律薩克斯命名。